# Nätokraterna
Nätokraterna med undertiteln Boken om det elektroniska klassamhället är en bok från år 2000 av Alexander Bard och Jan Söderqvist. Boken är den första i Futuricatrilogin. I boken belyser författarparet bland annat hur "konsumtärerna" blir förlorare i det digitala samhället.